# Tonila
Tonila è un comune del Messico, situato nello stato di Jalisco.